# Olgiate Molgora
Olgiate Molgora es un municipio italiano de 6361 habitantes perteneciente a la Provincia de Lecco en Lombardía.
El municipio ocupa una posición central con respecto a Milán, Lecco, Como, Bérgamo y Monza que lo sitúa en una zona bien conectada con los principales centros urbanos, turísticos y productivos. La presencia de la Estación Olgiate (en), comunicada por el tren de cercanías de Milán, con conexiones frecuentes que permiten llegar fácilmente a Milán (30 minutos), Lago de Como (20 minutos), así como a los aeropuertos de Milán-Malpensa, Bérgamo-Orio al Serio y Milán-Linate.

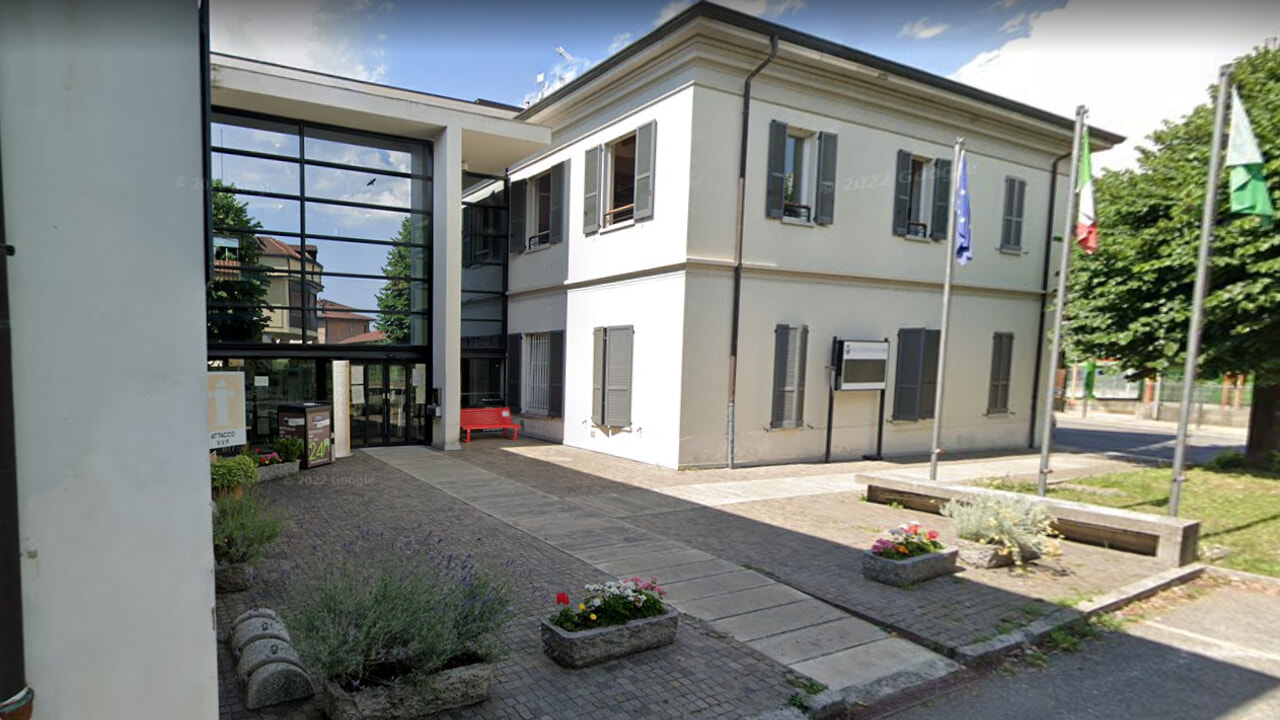
Ayuntamiento

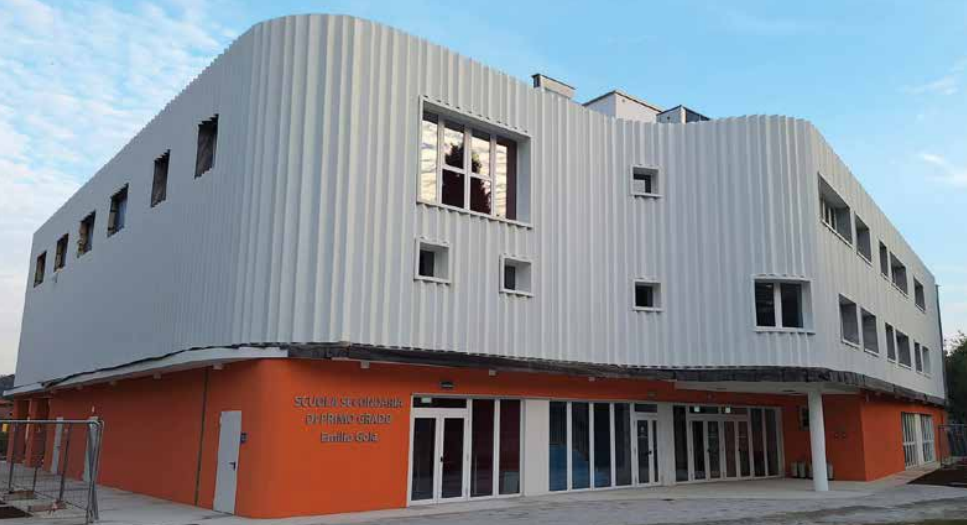
Escuela secundaria Emilio Gola

## Geografía

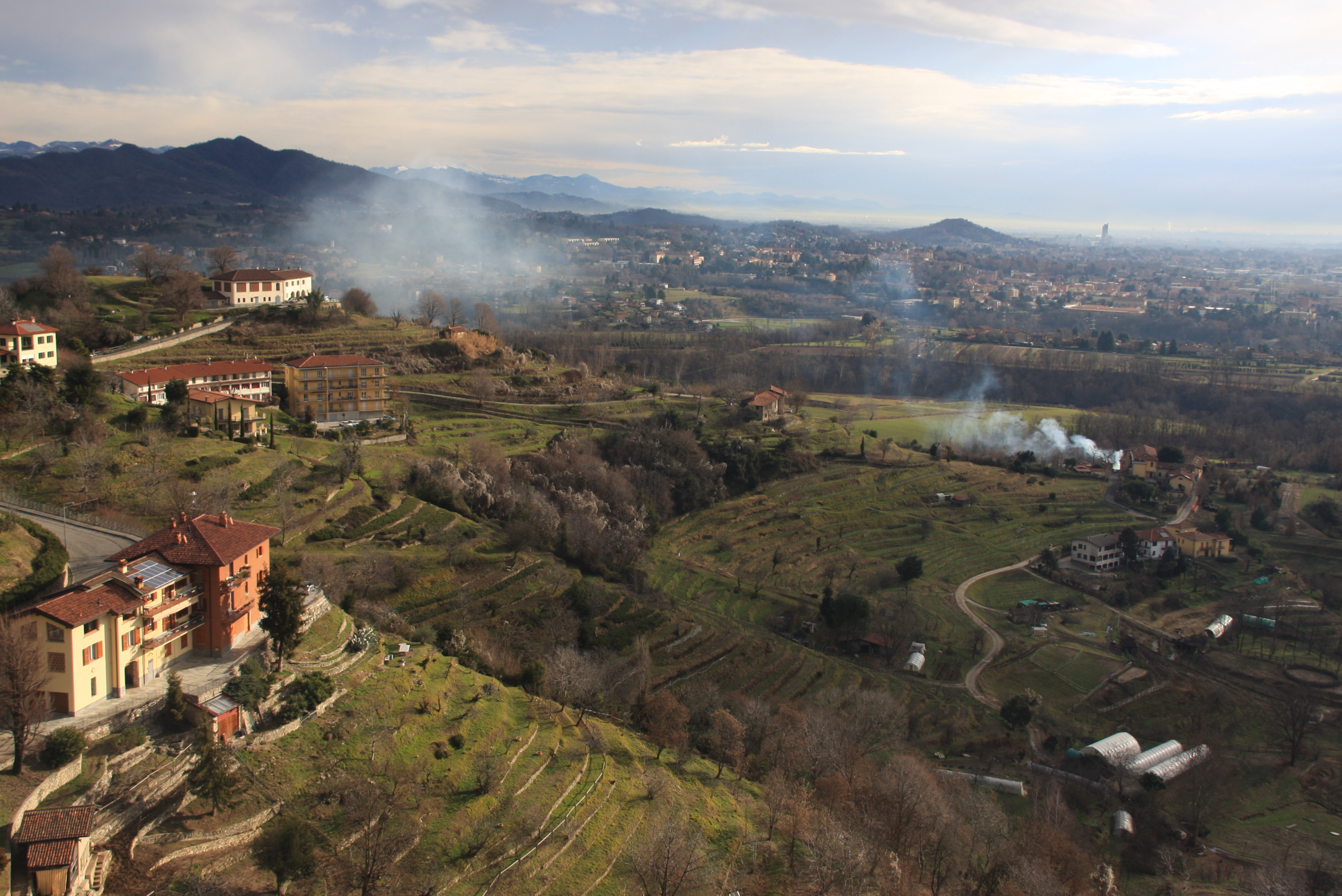

El territorio municipal de 7.25 km² se caracteriza por:
- Colinas prealpinas de la Brianza
- Cuenca del torrente Molgora
- Zonas boscosas (18% del territorio)
- Agricultura intensiva (maíz y forrajes)

## Evolución demográfica
| Gráfica de evolución demográfica de Olgiate Molgora entre 1861 y 2021 |
|                                                                       |
| Fuente: ISTAT                                                         |

## Infraestructura

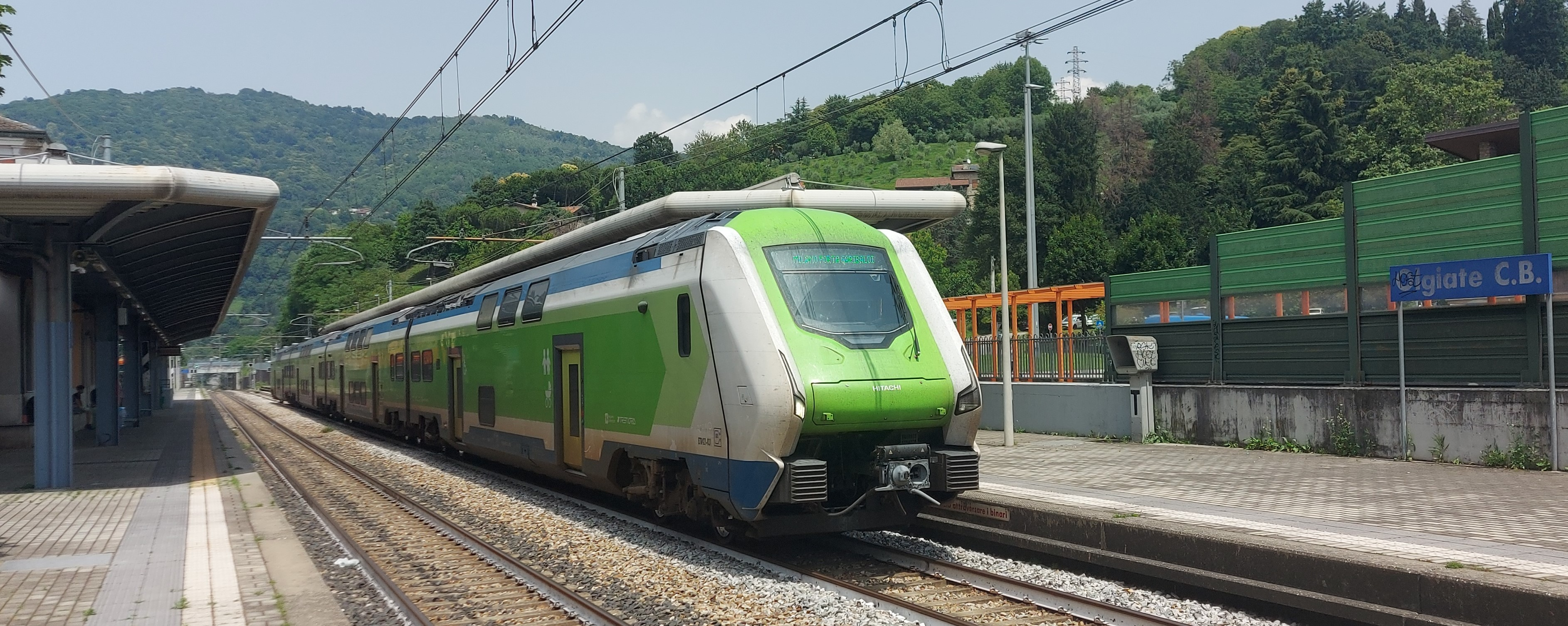
Tren S8 en la estación de Olgiate con destino a Milán

- Transporte ferroviario: Estación Olgiate-Calco-Brivio(en) en la línea S8 del Servicio ferroviario suburbano de Milán
- Carreteras:

```
 -[Strada statale 342 Briantea|SS 342 Briantea
 - Autopista A51 (salida Usmate Sud)
```

- Aeropuertos cercanos:

```
 - 
Milán-Malpensa

 - 
Bérgamo-Orio

 - 
Milán-Malpensa
```